# 余俊生
余俊生（1968年8月—），汉族，河南林州人，1991年7月参加工作，1991年11月加入中共，法学博士。现任北京广播电视台台长。
　　

## 简历
曾任共青团北京市委统战部部长、北京市青联秘书长、北京市总工会副主席。
2011年9月，任中共昌平区区委常委、宣传部部长。
2016年4月，任中共北京市委宣传部副部长。2018年兼任北京市新闻发言人。
2020年3月26日，任北京广播电视台台长、党组书记，同时继续担任中共北京市委副秘书长、宣传部副部长。
2023年下半年接替徐和建，成为北京市政府新闻办主任、市政府新闻发言人。
他是第十五届北京市人民代表大会代表。